# حدود الطباشيري-الباليوجيني

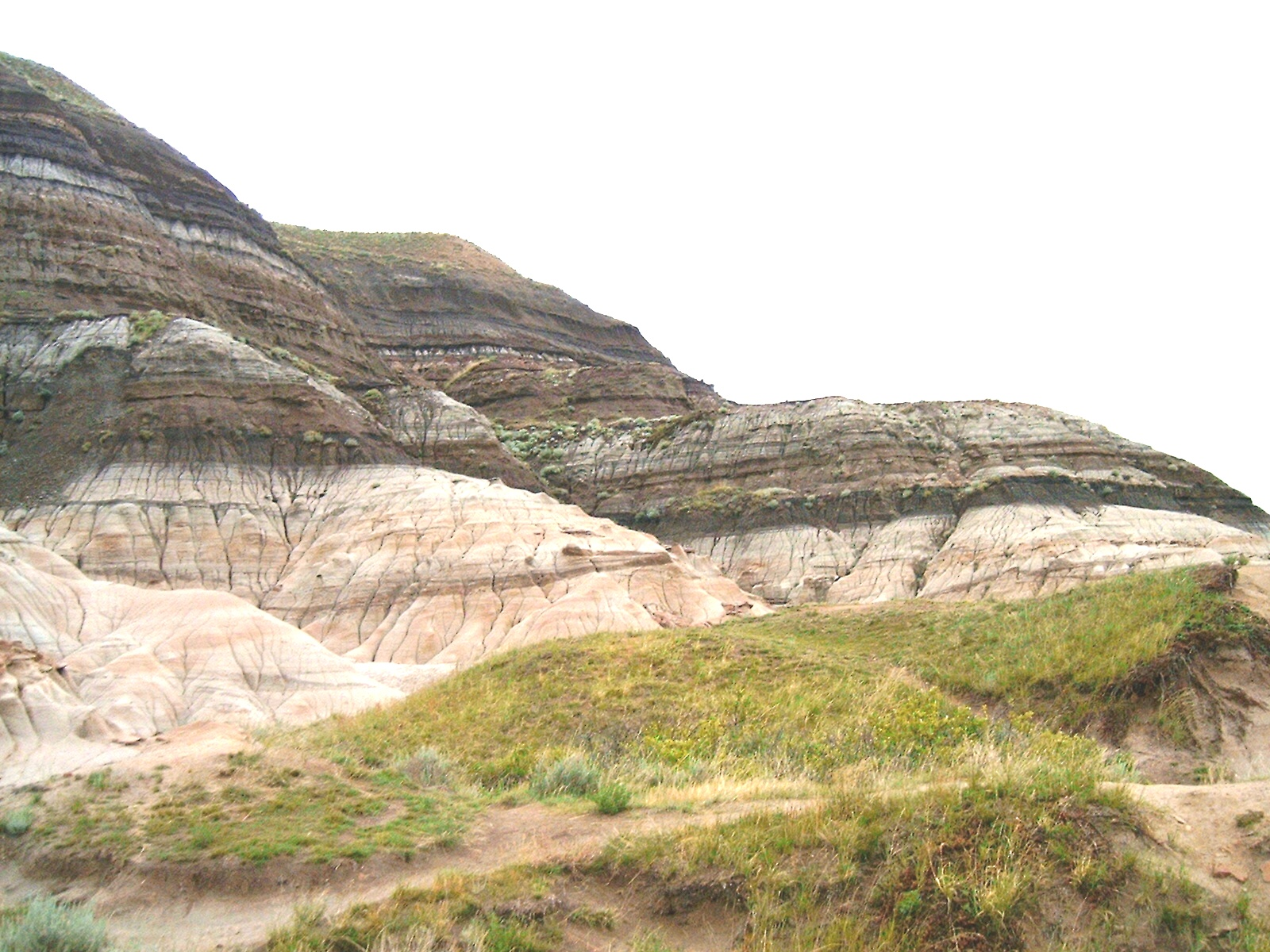
أرض وعرة بالقرب من درامهيلر، ألبرتا، حيث تظهر حدود ط-ب بفعل عوامل التعرية وذوبان الجليد.

حدود (ط-ب) الطباشيري-الباليوجين المعروفة سابقًا باسم حدود (ط-ث) الطباشيري الثلاثي هو وصف جيولوجي، عادة ما تكون طبقة رقيقة من الصخور.
حدود ط-ب تمثل نهاية عصر الطباشيري وهو العصر الأخير في حقبة الحياة الوسطى وبداية عصر الباليوجين وهو العصر الأول في حقبة الحياة الحديثة، يقدر عمرها بـ 66 مليون سنة، يُظهر التأريخ الإشعاعي عمر أكثر تحديدًا هو 66.043 ± 0.011 مليون سنة.
ترتبط حدود ط-ب مع حدث انقراض العصر الطباشيري-الثلاثي، وهو انقراض جماعي قضى على أغلب أنواع الكائنات الحية في حقبة الحياة الوسطى من ضمنها الديناصورات بإستثناء الطيور.